# ユー・センド・ミー
「ユー・センド・ミー」（You Send Me）は、アメリカ合衆国の歌手サム・クックが1957年に発表した楽曲。クックはそれまでゴスペル・グループのソウル・スターラーズのメンバーとして知られていたが、この曲でソロ・シンガーとして成功を収めた。また、多くのアーティストによってカヴァーされている。

## 背景
サム・クックは1956年12月に「デイル・クック」名義で初のソロ・レコーディングを行うが、この時に録音された「Loveable」は、殆どプロモーションされることなく終わった。その後クックはキーン・レコードとの契約を得て、本来の姓に「e」を足した「Sam Cooke」という名義で活動を始める。
クレジット上では、「ユー・センド・ミー」の作詞・作曲者はL. C. クック（サム・クックの弟）となっていた。しかし、当時サム・クックはソウル・スターラーズ時代の所属レーベルであったスペシャルティ・レコードとの間に契約上の問題を抱えていたため、L. C.の名前を使ったという。なお、クックは1987年にソングライターの殿堂入りを果たしており、ここでは「ユー・センド・ミー」はサム・クックが単独で作った曲という扱いになっている。
レコーディングは1957年6月1日に行われ、シングルのB面には「サマータイム」（ジョージ・ガーシュウィン作曲）のカヴァーが収録された。

## 反響・評価
「ユー・センド・ミー」は、アメリカでは『ビルボード』のトップ100とR&Bシングル・チャートの両方で1位を獲得し、トップ100では自身唯一の1位獲得作品となった。また、1958年1月23日付の全英シングルチャートで29位を記録。
アメリカの『ローリング・ストーン』誌が選出した「オールタイム・グレイテスト・ソング500」では115位、イギリスの『NME』誌が選出した「50年代のベスト・ソング100」では7位にランク・イン。また、ロックの殿堂公式サイトで選出された「ロックン・ロールを形作った500曲」の中にも含まれている。

## 他メディアでの使用例
サム・クックの歌唱による「ユー・センド・ミー」は、『アメリカン・ポップ』（1981年公開）、『ジェシカ・ラングのスウィート・ドリーム』（1985年公開）といった映画のサウンドトラックで使用された。

## カヴァー

### テレサ・ブリュワーによるカヴァー
1950年代には白人の歌手による黒人の曲のカヴァーがしばしばヒットしていたが、この曲もテレサ・ブリュワーにカヴァーされており、ブリュワーのヴァージョンは1957年に『ビルボード』トップ100で8位に達した。

### アレサ・フランクリンによるカヴァー
アレサ・フランクリンは1968年4月16日に「ユー・センド・ミー」のカヴァーを録音し、同年5月2日、アルバム『アレサ・ナウ』の先行シングル「シンク」のB面曲としてリリースした。「ユー・センド・ミー」はB面曲ながらチャート入りを果たし、Billboard Hot 100で56位、『ビルボード』のR&Bシングル・チャートで28位に達した。
フランクリンのヴァージョンは、映画『ホリデイ』（2006年公開）のサウンドトラックで使用された。

### ロッド・スチュワートによるカヴァー
ロッド・スチュワートは、アルバム『スマイラー』（1974年）において、同じくサム・クックのカヴァーである「悲しき叫び」とのメドレーとして取り上げた。このメドレーは、アルバムに先駆けて「君に別離を」との両A面シングルとしてもリリースされ、全英シングルチャートで7位に達した。
また、スチュワートのカヴァー・アルバム『ザ・グレイト・アメリカン・ソングブックVol.4』（2005年）には、チャカ・カーンとのデュエットによる「ユー・センド・ミー」のカヴァーが収録された。

### その他のカヴァー
- オーティス・レディング - アルバム『ペイン・イン・マイ・ハート』（1964年）に収録。
- パーシー・スレッジ - アルバム『The Percy Sledge Way』（1967年）に収録[22]。
- ボニー・ブラムレット（英語版） - アルバム『Lady's Choice』（1976年）に収録[23]。
- スティーヴ・ミラー・バンド - アルバム『鷲の爪』（1976年）に収録[24]。
- ロイ・エアーズ - アルバム『You Send Me』（1978年）に収録[25]。
- ニコレット・ラーソン - アルバム『愛しのニコレット』（1978年）に収録[26]。
- マンハッタンズ（英語版） - アルバム『Too Hot to Stop It』（1985年）に収録[27]。
- ディーニー・イップ（広東語版） - アルバム『我要』（1985年）に収録[28]
- ハイラム・ブロック - アルバム『ギヴ・イット・ホワット・ユー・ガット』（1987年）に収録[29]。
- フェアーグラウンド・アトラクション - アルバム『ラスト・キッス』（1990年）に収録[30]。
- ポールとポーラ - アルバム『ウィー・ゴー・トゥゲザー』（1963年）に収録。
- マイケル・ボルトン - カヴァー・アルバム『タイムレス (ザ・クラシックス)』（1992年）に収録[31]。
- ディクシー・チックス - アルバム『Little Ol' Cowgirl』（1992年）に収録[32]。
- ヴァン・モリソン - ライヴ・アルバム『ナイト・イン・サンフランシスコ』（1994年）にメドレーの中の1曲として収録。第37回グラミー賞では、「イン・ザ・ガーデン」と「ユー・センド・ミー」が最優秀男性ロック・ボーカル・パフォーマンス賞にノミネートされた[33]。
- 岩崎宏美 - アルバム『SHOWER OF LOVE』（1997年）に収録[34]。
- アーロン・ネヴィル - カヴァー・アルバム『ソウル・クラシックを歌う』（2006年）に収録[35]。
- カート・エリング - アルバム『1619 Broadway: The Brill Building Project』（2012年）に収録[36]。
- 村上“ポンタ”秀一 - アルバム『Rhythm Monster』（2012年）に、ジャンク フジヤマをゲスト・ボーカリストとして迎えたカヴァーを収録[37]。